# 1808
1808 (MDCCCVIII) byl rok, který dle gregoriánského kalendáře započal pátkem.

## Události
- 1. ledna – Spojené státy americké přijaly zákon zakazující dovoz otroků.
- 8. ledna – Rakouský císař František I. založil Císařský rakouský řád Leopoldův na památku svého otce Leopolda II.
- 22. ledna – Portugalská královská rodina utekla před francouzskou armádou do brazilského Rio de Janeria, odkud vládla do svého návratu v roce 1820.
- 2. února – Napoleon Bonaparte vojensky obsadil Řím.
- 6. února – Americká velrybářská loď Topaz znovuobjevila ostrov Pictairn v Tichém oceánu, kde se v roce 1789 usadili vzbouřenci z lodi Bounty.
- 21. února – Ruská armáda bez vyhlášení války překročila finské hranice a začala Finská válka mezi Ruskem a Švédskem.
- 2. března – Ruská armáda obsadila Helsinky.
- 8. března – Brazílie se stala sídlem portugalského krále a říše.
- 11. března – Rusko obsadilo Tampere.
- 13. března – Frederik VI. se stal dánským králem.
- 14. března – Dánsko vyhlásilo válku Švédsku.
- 17. března – Napoleon Bonaparte založil Centrální konzistoř, která měla spravovat židovské obce ve Francii.
- 19. března – Španělským králem se stal Ferdinand VII. 6. května musel na nátlak Napoleona Bonaparta abdikovat.
- 22. března – Rusko obsadilo Turku.
- 16. dubna – Švédská a ruská armáda se střetly u Pyhäjoki na pobřeží Botnického zálivu.
- 2. května – Začala Španělská válka za nezávislost.
- 3. května – Rusko dobylo finskou pevnost Suomenlinna.
- 22. května – Hromadný pád meteoritů u Stonařova. Během 8 minut spadlo 200–300 meteoritů.[1]
- 6. června – Josef Bonaparte se stal španělským králem.
- 16.–19. července – V Bitvě u Bailénu padlo 2 443 vojáků a španělská armáda porazila francouzskou.
- 27. září–14. října – Na kongresu v Erfurtu jednali Napoleon Bonaparte a ruský car Alexandr I.
- 15. listopadu – Mahmut II. se na více než 30 let stal osmanským sultánem.
- 30. listopadu – V Bitvě u Somosierry porazila francouzská armáda španělskou.
- 20. prosince – V londýnském Covent Garden shořelo divadlo. Na jeho místě byla v roce 1858 postavena Royal Opera House.
- 22. prosince – na Beethovenově koncertu v Divadle na Vídeňce zazněla mimo jiné premiéra skladatelovy páté a šesté symfonie.

### Probíhající události
- 1803–1815 – Napoleonské války
- 1804–1813 – Rusko-perská válka
- 1804–1813 – První srbské povstání
- 1806–1812 – Rusko-turecká válka
- 1806–1814 – Kontinentální blokáda
- 1808–1809 – Finská válka
- 1808–1814 – Španělská válka za nezávislost

## Vědy a umění
- 25. dubna – Byla založena Pražská konzervatoř.
- Maxmilián I. Josef Bavorský založil v Mnichově Akademii výtvarných umění
- Byla založena Bělehradská univerzita.
- Johann Wolfgang von Goethe vydal první díl Fausta.
- V Rimavské Bani na Slovensku byla založena Malohontská učená spoločnosť.

## Narození

### Česko

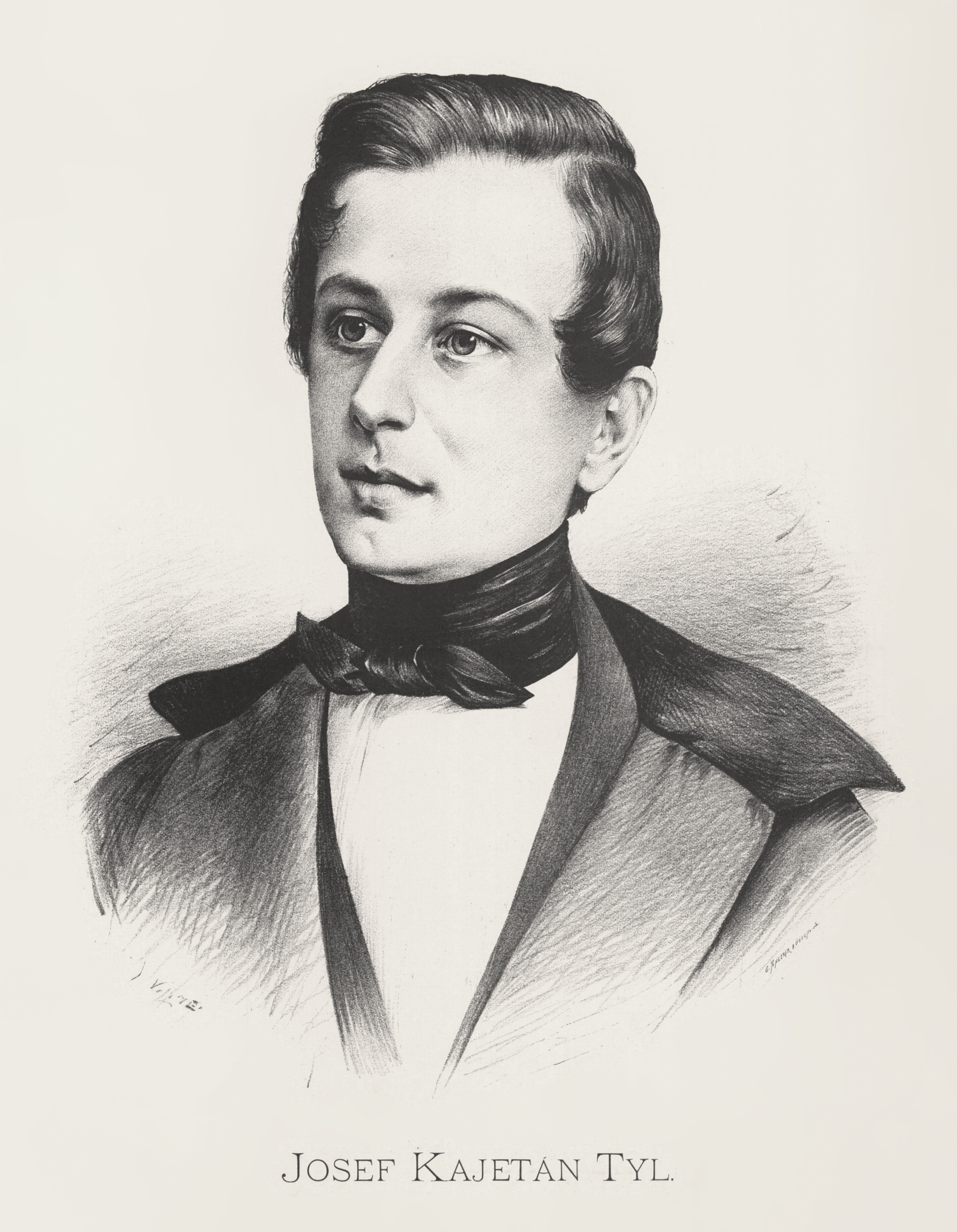
Josef Kajetán Tyl (* 4. února)

- 20. ledna – Franz Taschek, rakouský a český právník, velkostatkář a politik († 3. června 1867)
- 4. února – Josef Kajetán Tyl, dramatik a spisovatel († 11. července 1856)
- 6. února – Ferdinand Rotter starší, textilní podnikatel a politik německé národnosti († 3. dubna 1867)
- 1. března – Wenzel Hocke, severočeský katolický kněz (* 8. ledna 1732)
- 7. dubna – František Matouš Klácel, básník, novinář a filosof († 17. března 1882)
- 12. dubna – Jan Pavel Martinovský, hudební skladatel († 7. listopadu 1873)
- 15. dubna – František Bedřich Kott, hudební skladatel, varhaník a zpěvák († 29. dubna 1884)
- 14. června – Leopold Lažanský z Bukové, rakouský úředník a moravský místodržitel († 7. listopadu 1860)
- 19. června – Franz Xaver Chwatal, klavírista a hudební skladatel († 24. června 1879)
- 27. června – Jan Koppel, rektor olomoucké univerzity († 11. září 1866)
- 28. června – Franz von Hein, ministr spravedlnosti Rakouského císařství († 18. února 1890)
- 5. července – Hynek Jakub Heger, autor první české těsnopisné soustavy († 11. května 1854)
- 8. července – Hynek Zátka, podnikatel a politik († 26. března 1886)
- 15. července – Josef Jaromír Štětka, lékař a politik († 10. dubna 1878)
- 24. srpna – Bedřich Schnell, mecenáš († 10. května 1897)
- 13. listopadu – Josef Pfeiffer, podnikatel a politik německé národnosti († 4. února 1869)
- 5. prosince – Johann Anton Starck, poslanec rakouské říšské rady († 22. května 1883)
- 23. prosince – Jan Miloslav Haněl, lékař a národní buditel († 3. května 1883)

### Svět

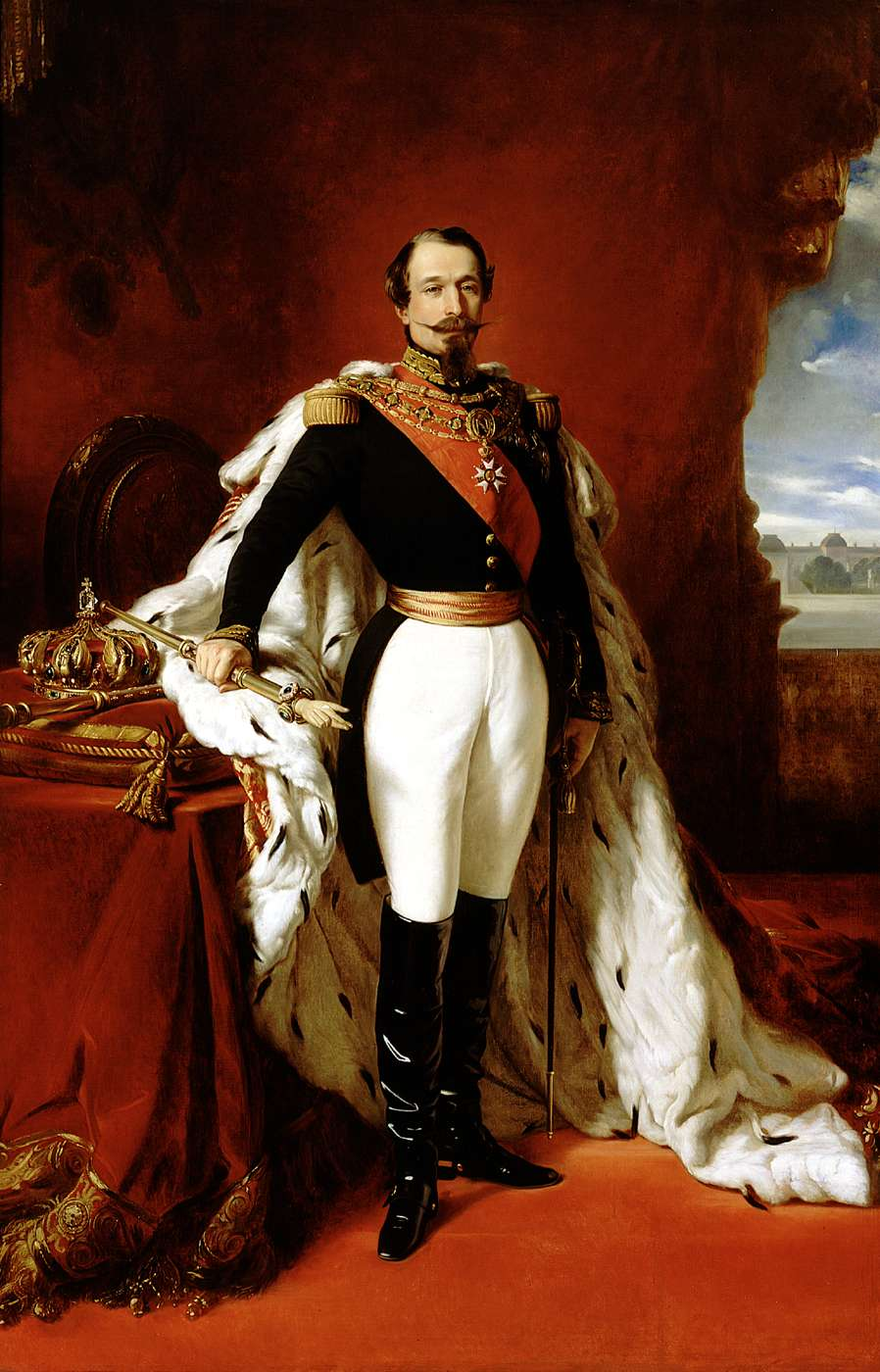
Napoleon III. (* 20. dubna)

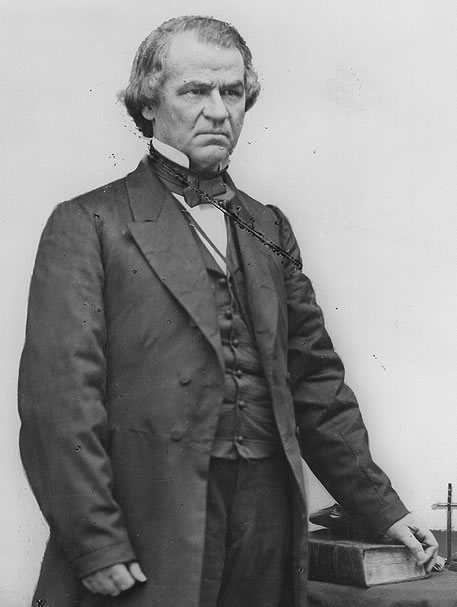
Andrew Johnson (* 29. prosince)

- 13. ledna – Salmon P. Chase, americký právník a politik († 7. května 1873)
- 18. ledna – Vilemína Dánská, dánská korunní princezna († 30. května 1891)
- 27. ledna – David Strauss, německý teolog, filozof a spisovatel († 8. února 1874)
- 1. února – Luisa Pruská, rodem pruská a sňatkem nizozemská princezna († 6. prosince 1870)
- 5. února – Carl Spitzweg, německý malíř († 23. září 1885)
- 20. února – Josiah Johnson Hawes, americký fotograf ( † 7. srpna 1901)
- 26. února – Honoré Daumier, francouzský malíř a sochař († 10. února 1879)
- 25. března – José de Espronceda, španělský básník († 23. května 1842)
- 8. dubna – Eugène Bourdon, francouzský fyzik († 29. září 1884)
- 10. dubna – Auguste Franchomme, francouzský violoncellista a hudební skladatel († 21. ledna 1884)
- 13. dubna – Antonio Meucci, italský vynálezce († 18. října 1889)
- 16. dubna – Eugène Emmanuel Amaury Duval, francouzský malíř († 25. prosince 1885)
- 20. dubna
  - Auguste Léopold Protet, francouzský kontradmirál († 17. května 1862)
  - Napoleon III., francouzský císař († 9. ledna 1873)
- 22. května – Gérard de Nerval, francouzský spisovatel († 26. ledna 1855)
- 3. června – Jefferson Davis, první a jediný prezident Konfederovaných států amerických († 6. prosince 1889)
- 17. června – Henrik Wergeland, norský spisovatel a básník († 12. července 1845)
- 20. června – Samson Rafael Hirsch, německý rabín († 31. prosince 1888)
- 8. července – George Robert Gray, anglický zoolog († 6. května 1872)
- 13. července – Patrice de Mac-Mahon, třetí prezident Francie († 8. října 1893)
- 19. července – Augustin Alexis Damour, francouzský mineralog († 22. září 1902)
- 25. července – Johann Benedict Listing, německý matematik († 24. prosince 1882)
- 4. srpna – Johann von Oppolzer, rakouský lékař († 16. dubna 1871)
- 30. srpna – Ludovika Bavorská, bavorská vévodkyně († 26. ledna 1892)
- 6. září – Abd al-Kádir, alžírský islámský učenec († 26. května 1883)
- 5. října – Wilhelm Weitling, teoretik komunismu německého původu († 25. ledna 1871)
- 6. října – Frederik VII., dánský král († 15. listopad 1863)
- 2. listopadu – Jules Barbey d'Aurevilly, francouzský spisovatel († 23. dubna 1889)
- 23. listopadu – Cardale Babington, anglický botanik a entomolog († 22. července 1895)
- 4. prosince
  - Maxmilián Josef Bavorský, bavorský vévoda († 15. listopadu 1888)
  - Joseph Gabet, francouzský misionář († 3. března 1853)
- 26. prosince – Albert Grisar, belgický operní skladatel († 15. června 1869)
- 29. prosince – Andrew Johnson, sedmnáctý prezident Spojených států amerických († 31. července 1875)
- ? – Mads Alstrup, první dánský portrétní fotograf († 1876)

## Úmrtí

### Česko

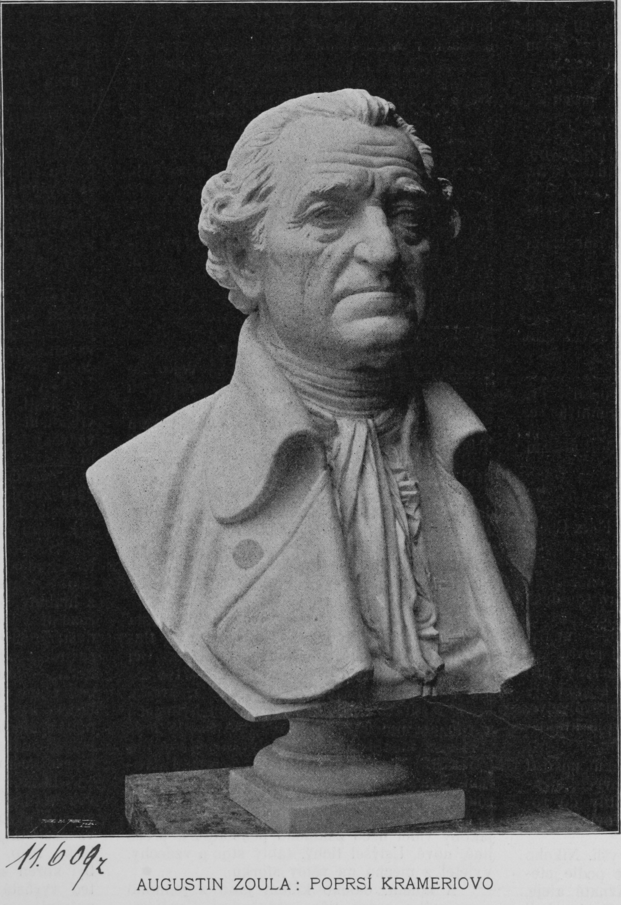
Václav Matěj Kramerius († 22. března)

- 22. března – Václav Matěj Kramerius, spisovatel a nakladatel (* 9. února 1759)
- 26. září – Pavel Vranický, skladatel, dirigent a houslista (* 30. prosince 1756)
- 17. listopadu – David Zeisberger, moravský kazatel, misionář v Severní Americe (* 11. dubna 1721)

### Svět
- 7. února – Jan van Os, nizozemský malíř (* 23. února 1744)
- 17. února – Jan Antonín Harbuval Chamaré, francouzský šlechtic, který se zakoupil v Čechách (* 16. listopadu 1737)
- 29. února – Carlos Baguer, španělský varhaník a hudební skladatel (* březen 1768)
- 3. března – Johan Christian Fabricius, dánský entomolog a ekonom (* 7. ledna 1745)
- 13. března – Kristián VII., král dánský a norský (* 29. ledna 1749)
- 12. dubna – Henri d'Ormesson, francouzský politik (* 8. května 1751)
- 20. dubna – Marie Bádenská, Brunšvicko-Wolfenbüttelská vévodkyně (* 7. září 1782)
- 25. května – Karel Jan z Ditrichštejna, moravsko-rakouský šlechtic a kníže (* 27. června 1728)
- 10. června – Jean-Baptiste de Belloy, francouzský arcibiskup (* 9. října 1709)
- 19. června – Alexander Dalrymple, skotský geograf a hydrograf (* 24. července 1737)
- 1. srpna – Lady Diana Beauclerk, anglická šlechtična z rodu Spencerů (* 24. března 1734)
- 1. září – Carl Gotthard Langhans, německý stavitel (* 15. prosince 1732)
- 11. září – José Mutis, španělský botanik a matematik (* 6. dubna 1732)
- 22. září – Marie Alžběta Habsbursko-Lotrinská, rakouská arcivévodkyně (* 13. srpna 1743)
- 15. listopadu – Mustafa IV., turecký paša a sultán (* 8. září 1779)
- 23. prosince – Fjodor Rokotov, ruský malíř (* 1735)
- 27. prosince – Anne Couppier de Romans, milenka francouzského krále Ludvíka XV. (* červen 1737)

## Hlavy států

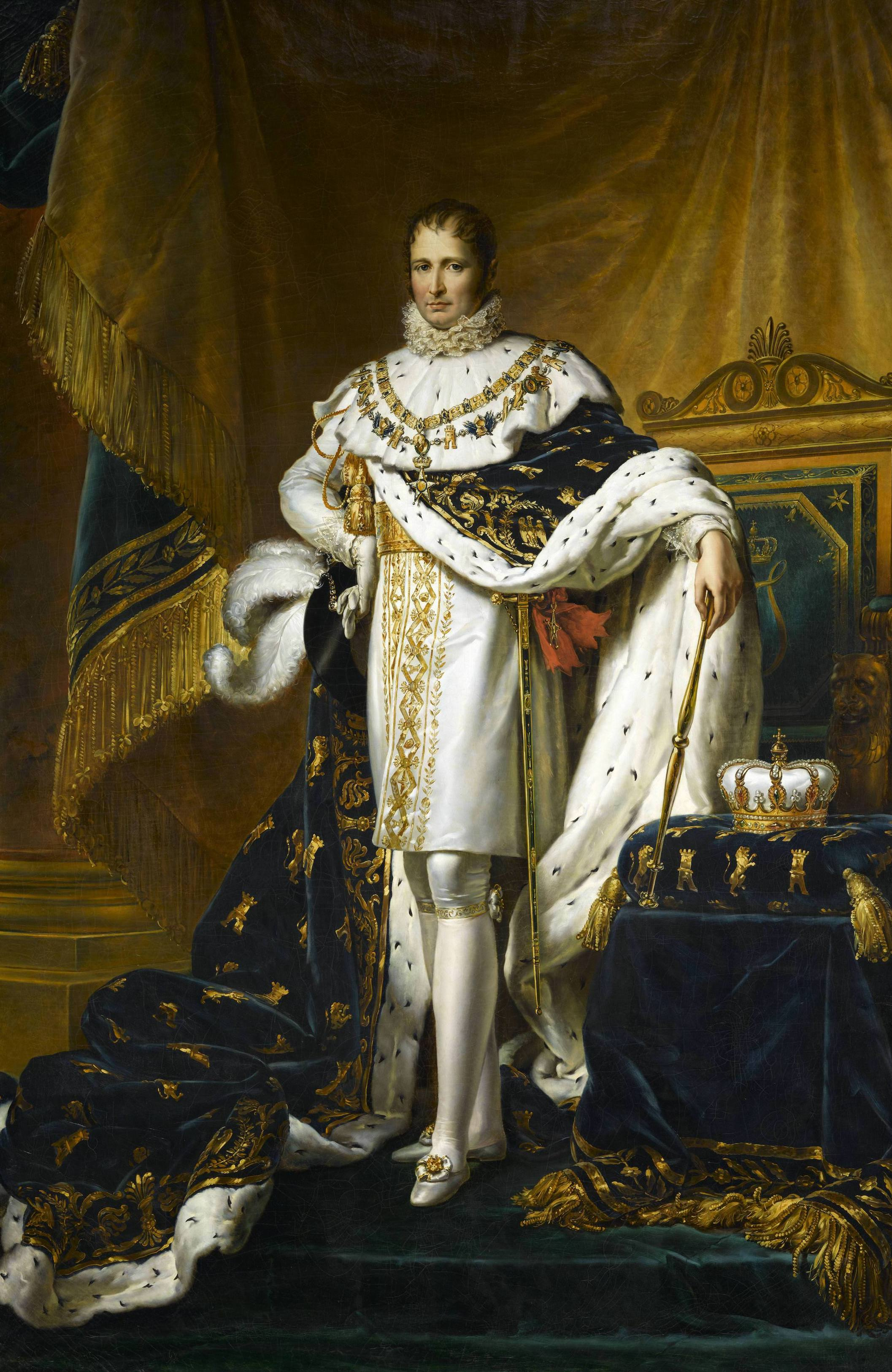
Na španělský trůn nastoupil Josef Bonaparte

- Francie – Napoleon Bonaparte (1799–1814)
- Osmanská říše – Mustafa IV. (1807–1808) do 1. července / Mahmut II. (1808–1839) od 28. července
- Prusko – Fridrich Vilém III. (1797–1840)
- Rakouské císařství – František I. (1792–1835)
- Rusko – Alexandr I. (1801–1825)
- Spojené království – Jiří III. (1760–1820)
- Španělsko – Karel IV. (1788–1808) / Ferdinand VII. (1808) / Josef Bonaparte (1808–1813) od 6. června
- Švédsko – Gustav IV. Adolf (1792–1809)
- USA – Thomas Jefferson (1801–1809)
- Papež – Pius VII. (1800–1823)
- Japonsko – Kókaku (1780–1817)